# Illa de Kunta Kinteh
L'illa de Kunta Kinteh, antigament Illa de James, és una illa en el riu Gàmbia, a 30 km de la desembocadura del riu i prop de Juffureh a Gàmbia.A l'illa s'hi troba el Fort James. Es troba a menys de dues milles d'Albreda a la riba nord del riu. Està inscrit a la llista del Patrimoni de la Humanitat de la UNESCO des del 2003.